# Camera Obscura (группа)
Camera Obscura — шотландский музыкальный коллектив из города Глазго.

## История
Группа Camera Obscura была сформирована в 1996 году Трейсиэн Кэмпбелл, Джоном Хендерсоном и Гэвином Данбаром. Первыми были выпущены синглы «Park and Ride» и «Your Sound» в 1998 году. Следующим был мини-альбом Rare UK Bird в 1999. Первый лонгплей Камеры Обскура Biggest Bluest Hi Fi был зарегистрирован в 2000 году и выпущен в 2001. Альбом был поддержан Джоном Пилом и попал в некоторые музыкальные чарты. Второй альбом Underachievers Please Try Harder был выпущен в 2003 и сопровождался первым полноценным туром группы по Великобритании и Ирландии и первым туром по Соединённым Штатам. После этого тура продюсер Яри Хаапалайнен заинтересовался Камерой Обскура. В 2005 году Камера Обскура записывает третий альбом Let’s Get Out of This Country, который выпускается 6 июня 2006 года.

## Состав
- Трейсиэн Кэмпбелл[англ.] (англ. Tracyanne Campbell) — гитара, вокал
- Кенни Маккив (англ. Kenny McKeeve) — гитара, мандолина, гармоника, вокал
- Гэвин Данбар (англ. Gavin Dunbar) — бас-гитара
- Ли Томсон (англ. Lee Thomson) — барабаны
- Найджел Бейли (англ. Nigel Baillie) — труба, перкуссия

Бывшие участники
- Кэри Ландер (англ. Carey Lander) — пианино, орган, вокал (умерла в 2015 году)[1]
- Джон Хендерсон (англ. John Henderson)  — вокал, перкуссия
- Дэвид Скервинг (англ. David Skirving) — вокал, гитара
- Линдсей Бойд (англ. Lindsay Boyd) — клавишные

## Дискография

### Альбомы
- Biggest Bluest Hi Fi (ноябрь 2001, Andmoresound)
- Underachievers Please Try Harder (сентябрь 2003, Elefant)
- Let’s Get Out of This Country (июнь 2006, Merge)
- My Maudlin Career (апрель 2009, 4AD)
- Desire Lines (июнь 2013, 4AD)

### Синглы
- «Park and Ride» (март 1998, Andmoresound)
- «Your Sound» (декабрь 1998, Andmoresound)
- «Eighties Fan» (июнь 2001, Andmoresound)
- «Teenager» (май 2003, Elefant)
- «Keep It Clean» (июль 2004, Elefant)
- «I Love My Jean» (март 2005, Elefant)
- «Lloyd, I’m Ready to Be Heartbroken» (май 2006, Elefant)
- «Let’s Get Out of This Country» (сентябрь 2006, Elefant)
- «If Looks Could Kill» (январь 2007, Elefant)
- «Tears for Affairs» (апрель 2007, Elefant)